# Xã Fairview, Quận Osceola, Iowa
Xã Fairview (tiếng Anh: Fairview Township) là một xã thuộc quận Osceola, tiểu bang Iowa, Hoa Kỳ. Năm 2010, dân số của xã này là 293 người.